# バドリーナート

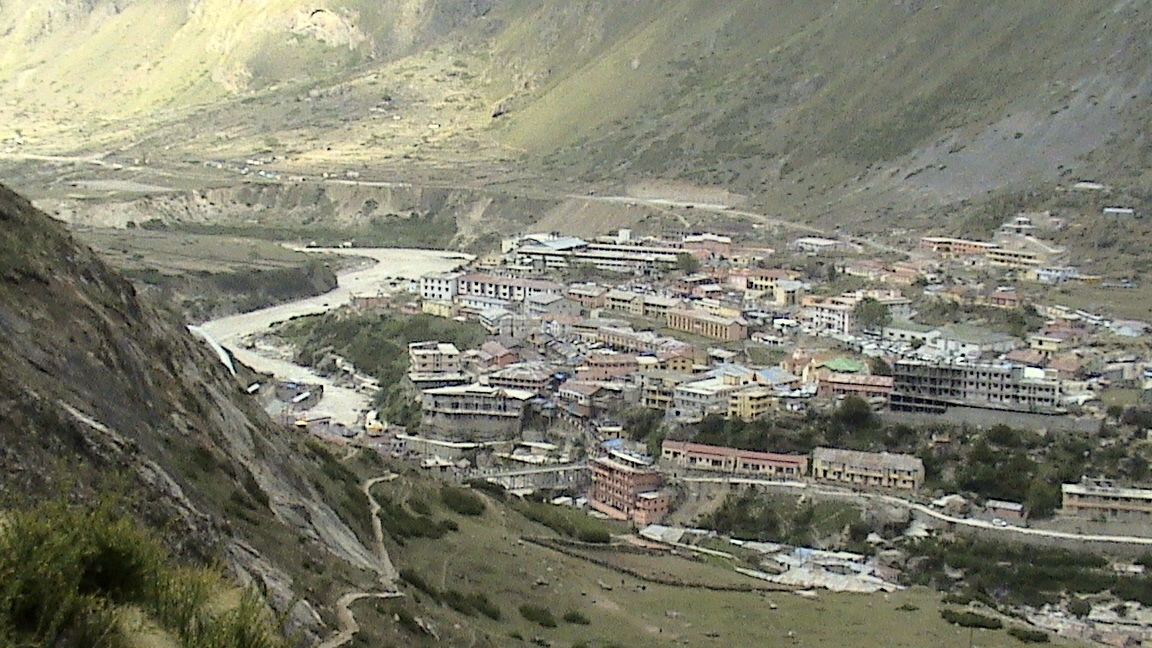
バドリーナートの町並みと峡谷

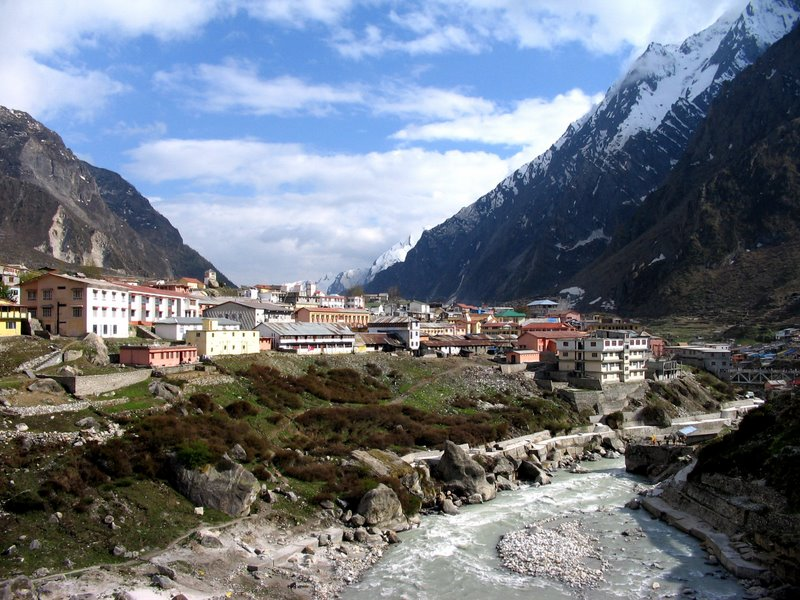
バドリーナートの町

バドリーナート（英語: Badrinath、ヒンディー語: बद्रीनाथ）は、インドのウッタラーカンド州、チャモーリー県の町。ヒマラヤ山脈の山中、アラクナンダー川の流れる峡谷に存在する。シャンカラが訪れたとされる4つの巡礼地（チャールダーム）のひとつであり、ヒンドゥー教の聖地とされる。

## 歴史
バドリーナートはヒンドゥー教の碑文バドリーカーシュラム（बदरिकाश्रम）に言及されている。
20世紀はじめには20-30軒の家があるに過ぎなかったが、ヴィシュヌに捧げられたバドリーナート寺には年に7千人から1万人の巡礼者があり、12年に一度のクンブ・メーラの年には5万人に達したという。

## 人口
2011年の統計によると、バドリナートの人口は841人。うち、男は55%、女は45%である。